# Norrga kvarn

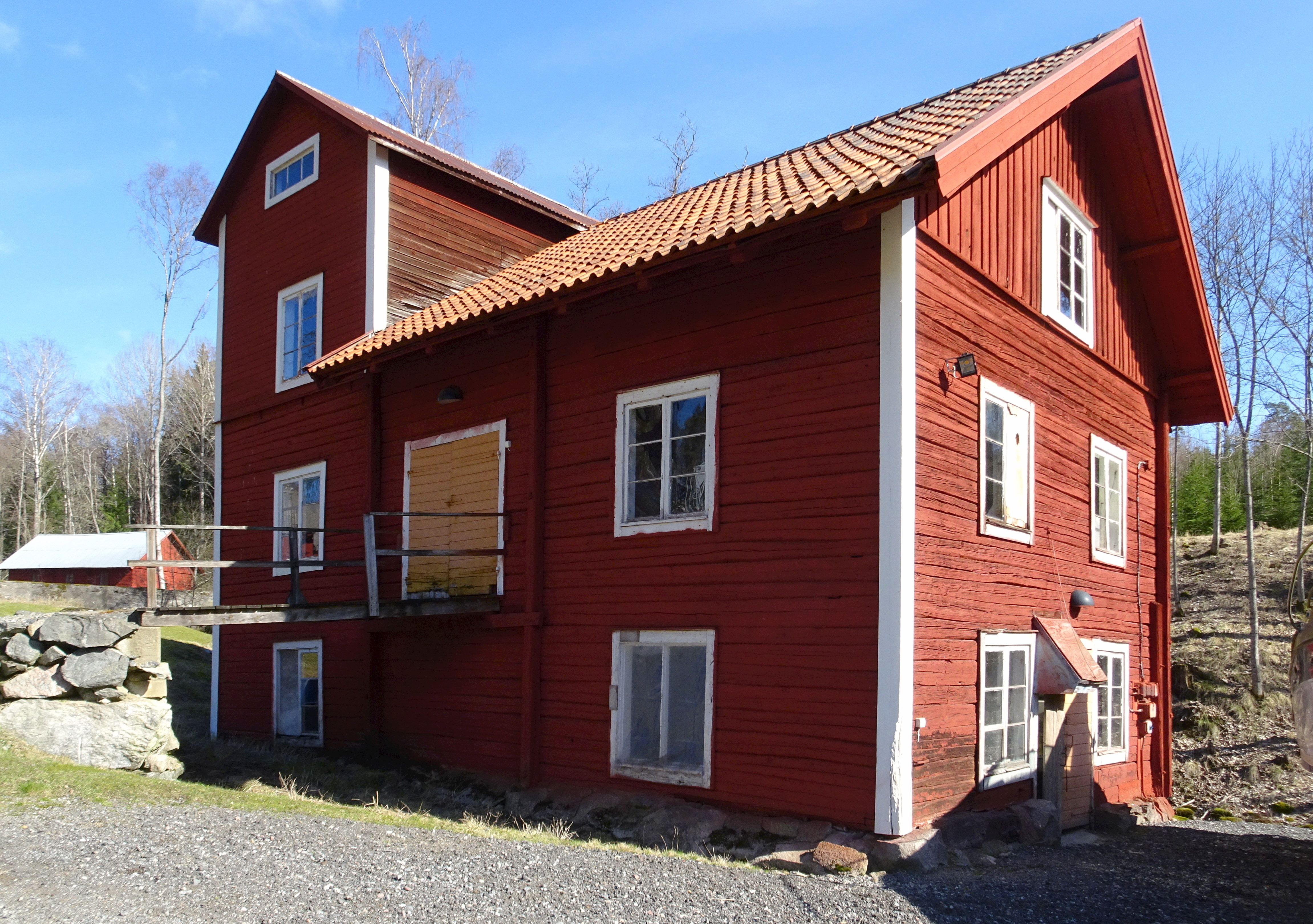
Kvarnbyggnaden i april 2021.

Norrga kvarn är en numera nedlagd vattenkvarn vid Norrga i Grödinge socken, nuvarande Botkyrka kommun i Stockholms län. Den idag bevarade kvarnbyggnaden härrör från 1800-talets första hälft och var i drift fram till mitten av 1980-talet. Området betraktas av Stockholms läns museum som kulturhistoriskt värdefullt och ingår i Grödinges Riksintresse för kulturmiljövården.

## Historik

### 1600-talets sågkvarnar

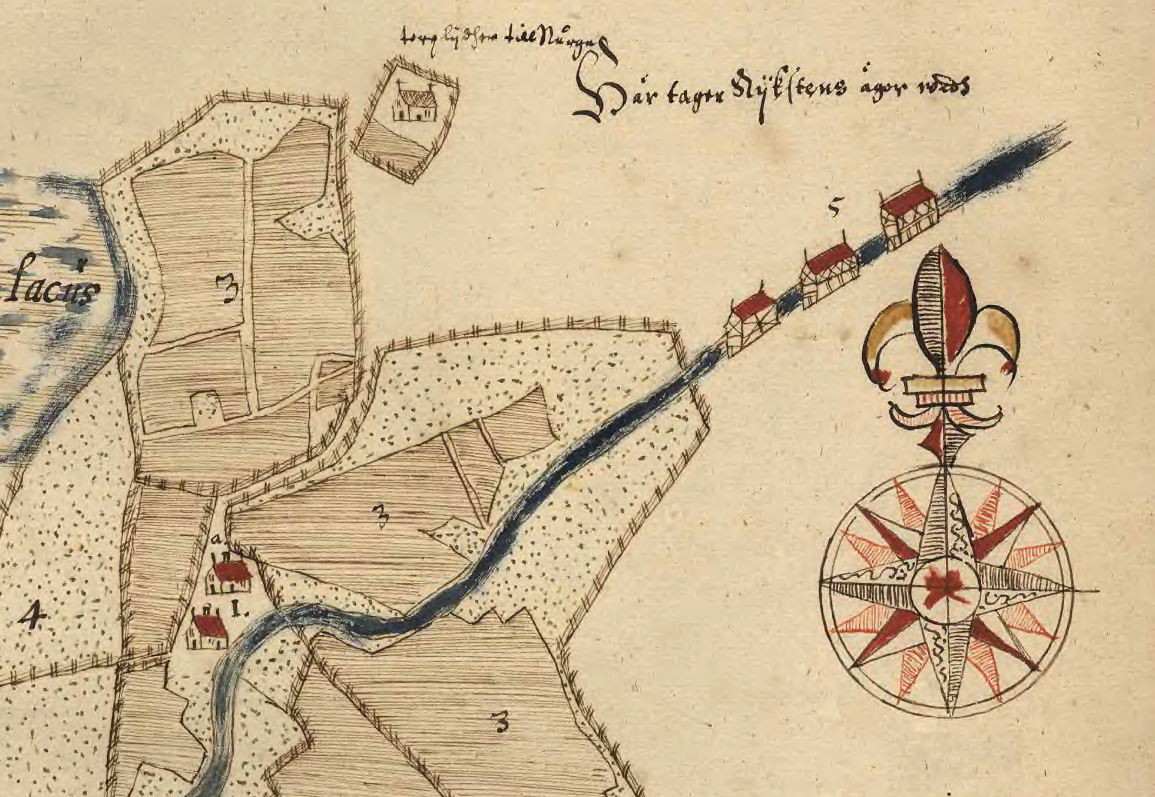
Tre sågkvarnar 1636.

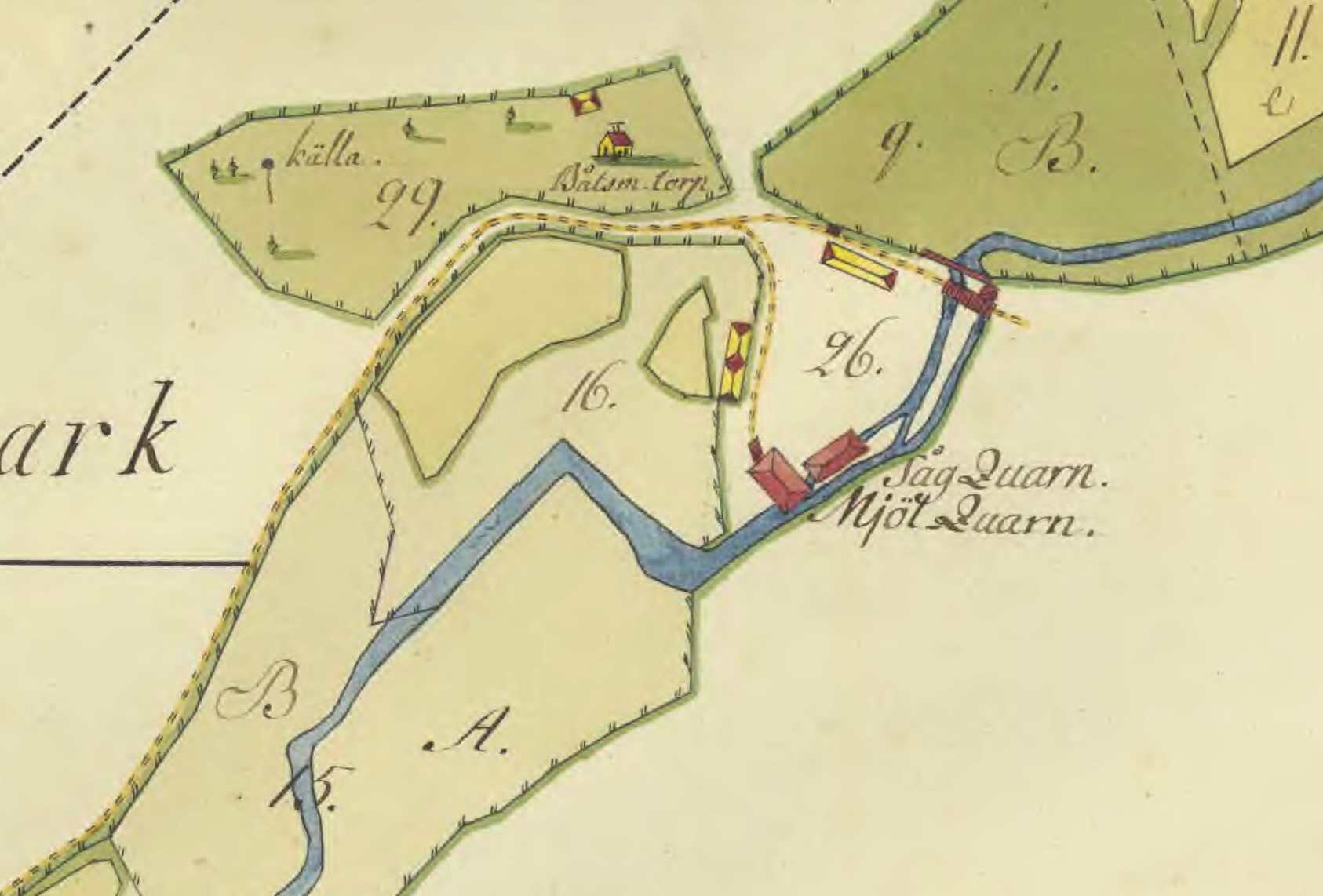
En såg- och en mjölkvarn 1774.

En kvarnverksamhet vid Norrga fanns redan under 1500-talet, möjligtvis ännu tidigare. Vid den tiden rörde det sig om en vattendriven såg som hämtade sin energi från Norrgaån, ett vattendrag som förbinder sjön Getaren med Kagghamraån. På 1600-talet utökades beståndet till tre kvarnar, vilka syns på en karta från 1636. En av dessa tre kvarnar ägdes av Norrga by medan den andra tillhörde kronan och den tredje riksrådet Johan Adler Salvius som fått stora delar av Grödinge socken i förläning.

### Kvarnverksamheten gör Grödinge till centralort
Under 1700- och 1800-talen ägdes kvarntomten av Norrga Södergård. Hit kom traktens bönder att låta mala sin säd eller såga sitt virke. På en karta ”öfver Norrga In Ägor” från 1774 framgår två kvarnar, en sågkvarn och en mjölkvarn båda belägna väster om Norrgaån. 
På laga skifteskarta från 1854 återstår bara en kvarn. Enligt en beskrivning i brandförsäkringen var det en timrad mjölkvarn i ”gott stånd” uppförd år 1847. Byggnaden överensstämmer i allt väsentligt med dagens kvarnhus. 1878 uppfördes en ny mjölnarbostad. Till bebyggelsen hörde även båtsmanstorpet Ekenshov, samt en ekonomibyggnad som innehöll stall, ladugård, loge och vagnslider. Det fanns också magasin, smedja, visthusbod och flera andra bodar som numera är rivna.
Det var mjölkvarnen som bidrog till att Norrga under 1800-talet blev Grödinges centralort. När Rosenhill övertog centralortens roll i början på 1900-talet fortsatte kvarnverksamheten vid Norrga. Några decennier in på 1900-talet friköptes kvarnen av Norrgas Norrgård från Södergården. På 1930-talet påbyggdes kvarnens södra halva med en tvärställd överbyggnad i en våning, samtidigt installerades ett nytt kvarnverk. Under 1930- och 1950-talen var kvarnverksamheten intensiv och av ett tiotal kvarnar i trakten fanns bara den vid Norrga kvar.

### Kvarnverksamheten avvecklas
Den siste mjölnaren som arbetade heltid vid Norrga kvarn hette Bror Ohlsson. Han fick tidvis arbeta dygnet runt för att hinna med alla uppdrag. Efter hans död på 1970-talet övertogs driften av brorsonen Kurt Ohlsson, som på grund av bristande efterfrågan lade ner verksamheten i mitten av 1980-talet. Kvarnbyggnaden med all interiör fick stå kvar orörd och nyttjas sedan dess som förråd. Anläggningens kvarndamm, kvarnrännor och dammluckor är intakta.

## Bilder

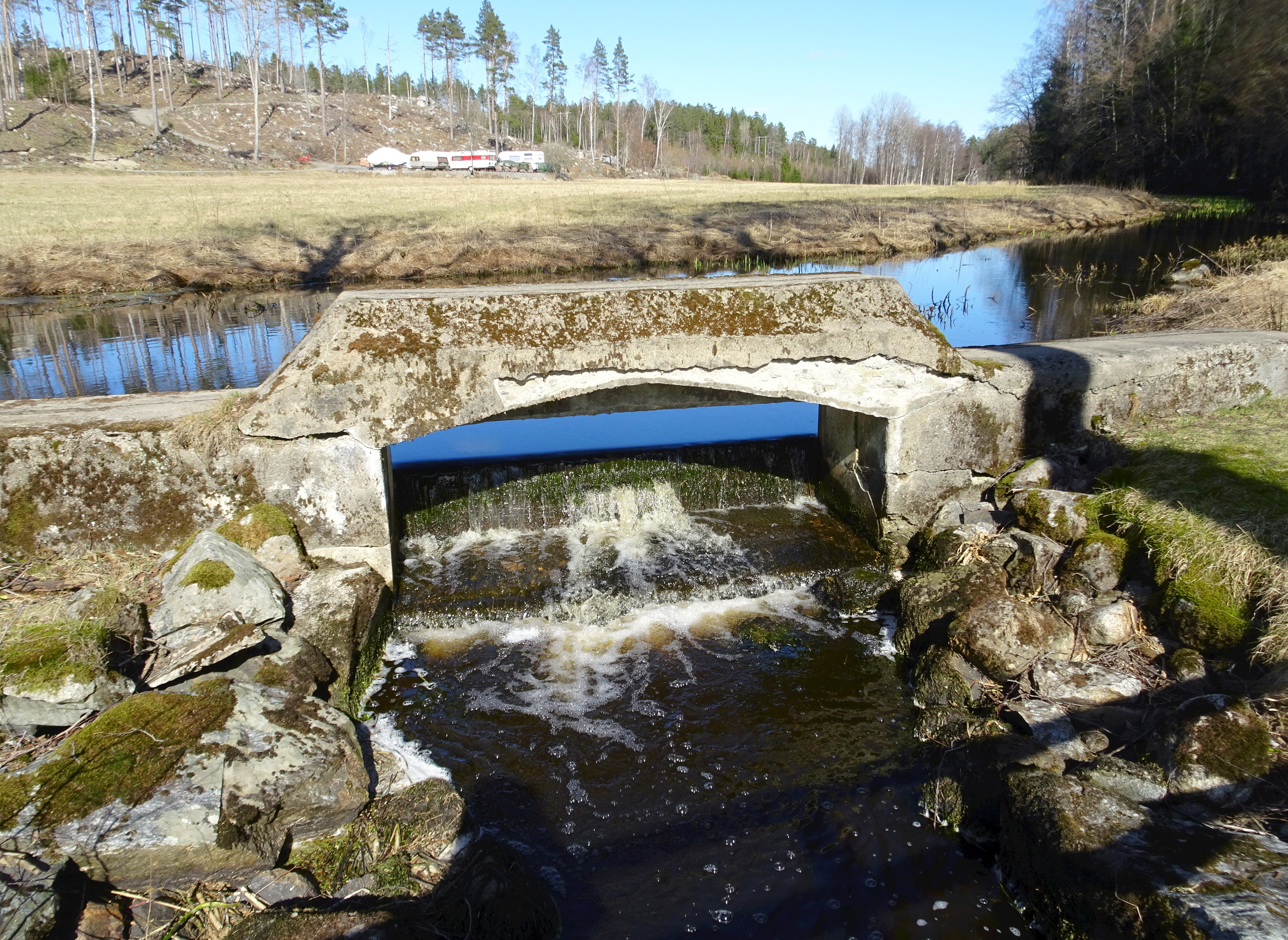
Kvarnsjön och kvarndammen.
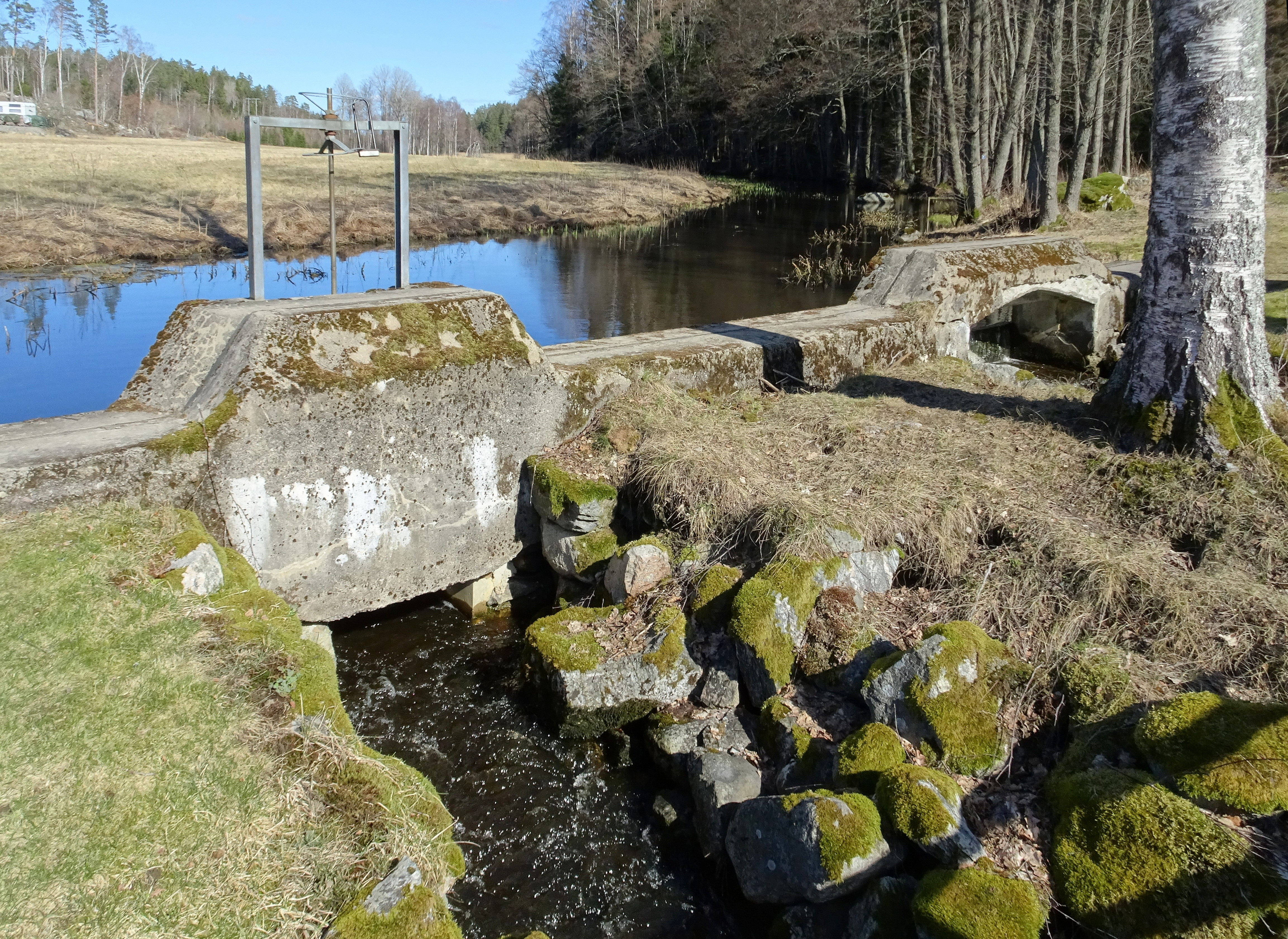
Kvarndammen och dammluckan.
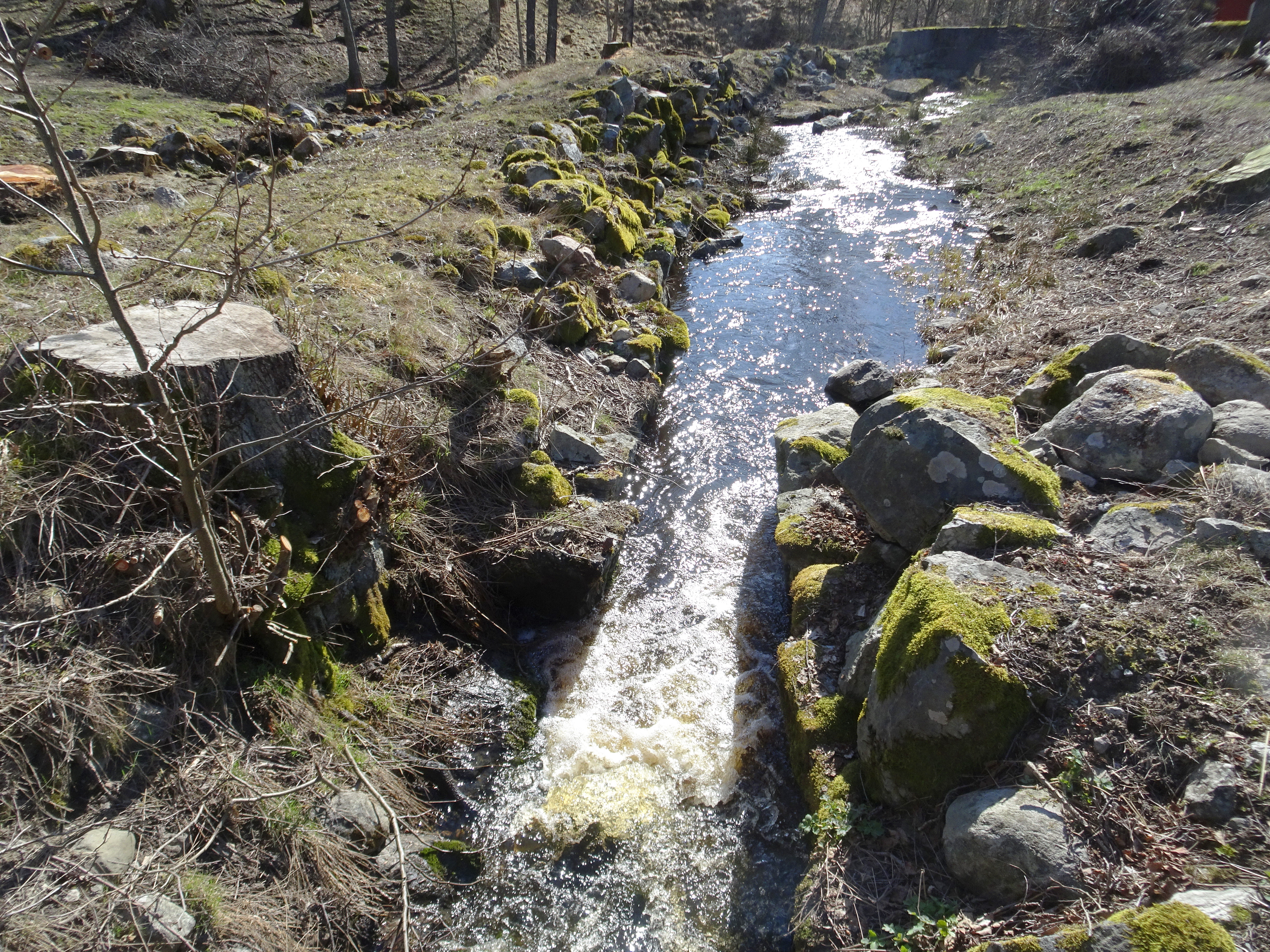
Kvarnrännan.
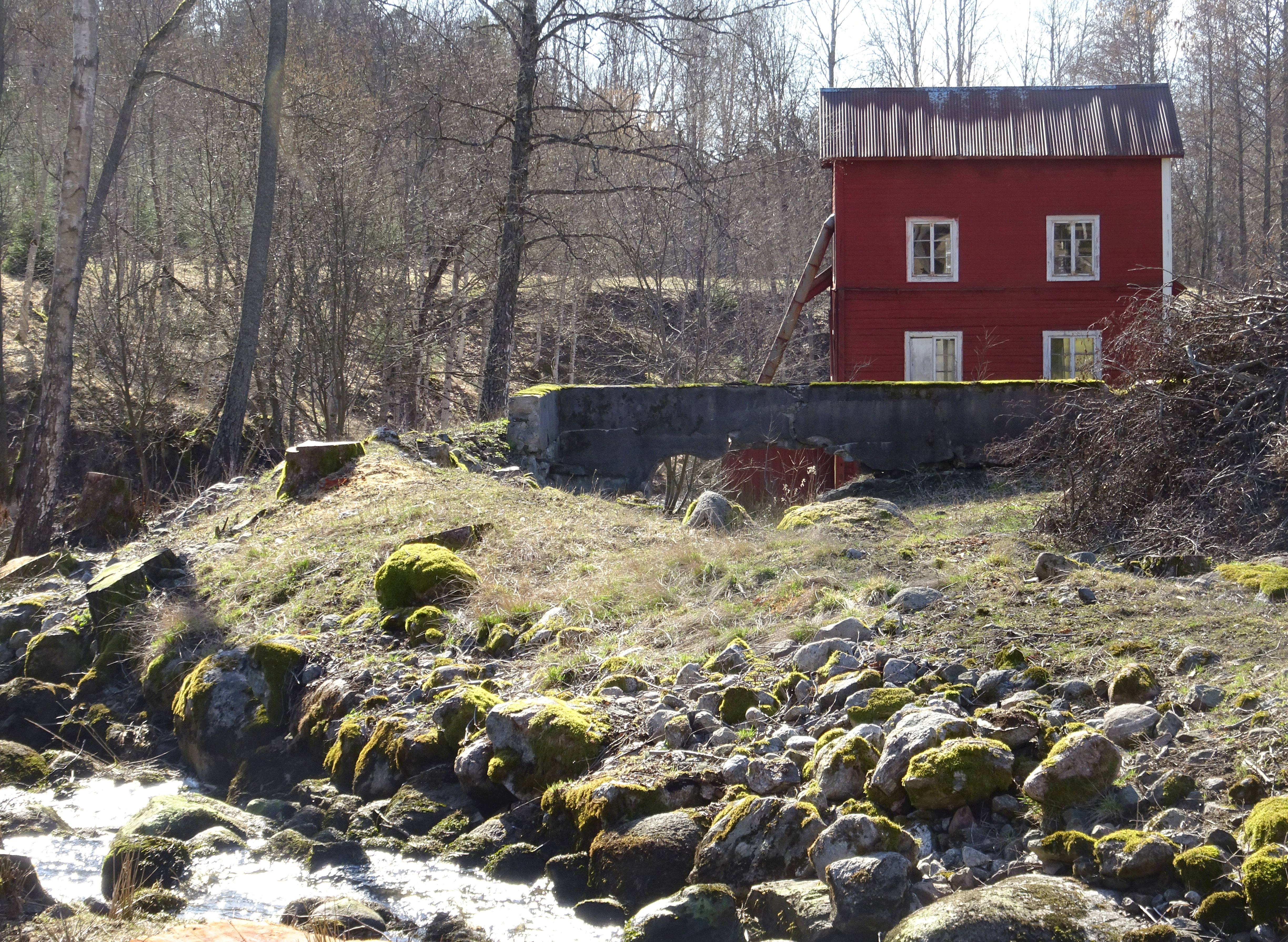
Norrgaån med kvarnen i bakgrunden.
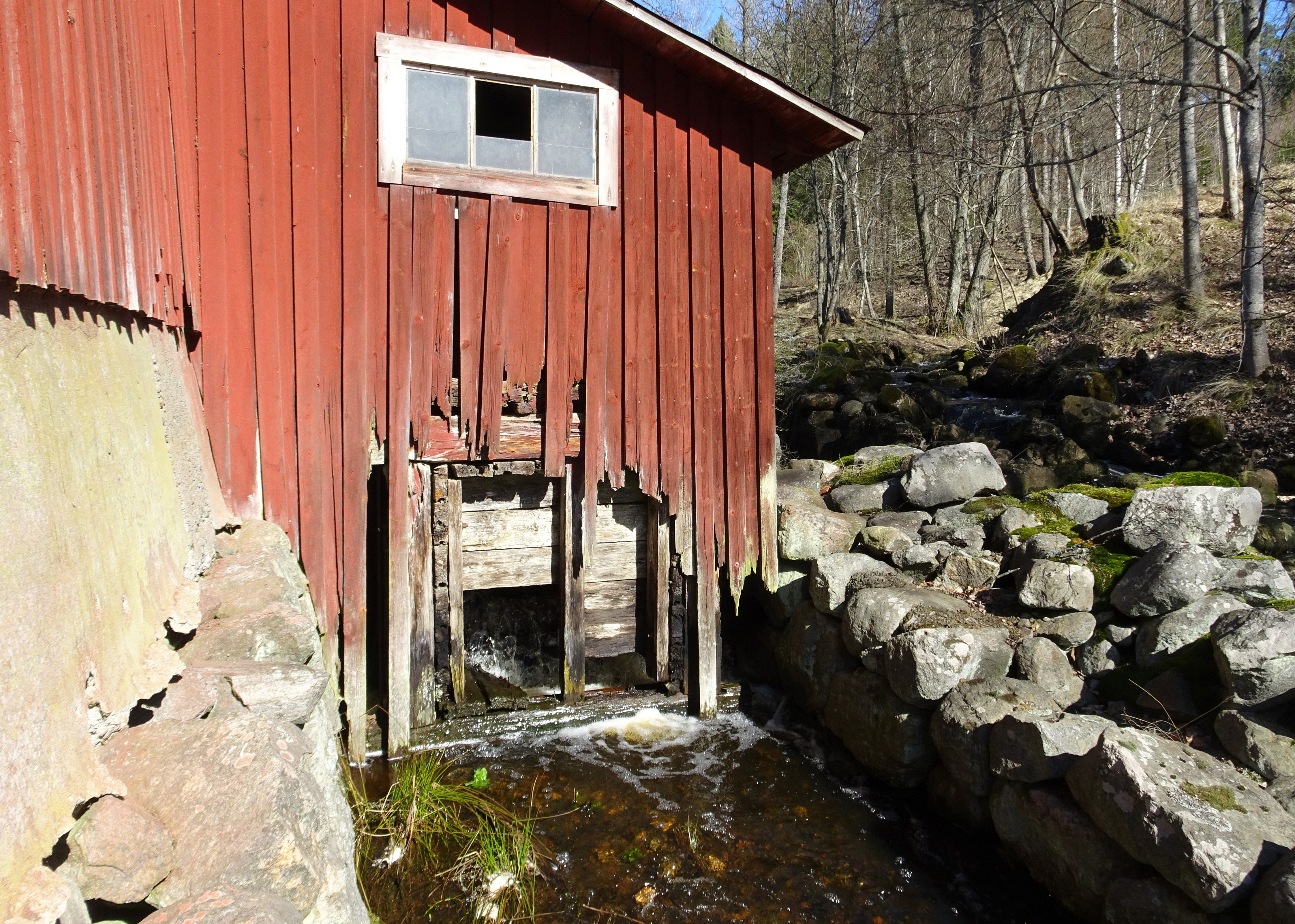
Turbinhuset.